# Vulgar Display of Power
Vulgar Display of Power is het zesde studioalbum van de groovemetalband Pantera. Het album werd opgenomen in de Pantego Sound Studio in Pantego (Texas) en uitgebracht op 25 februari 1992. Het is het tweede Pantera-album dat een commercieel succes kende.

## Tracks
Alle muziek en teksten zijn geschreven door Pantera. 
| Nr. | Titel                        | Duur |
| --- | ---------------------------- | ---- |
| 1.  | Mouth for War                | 3:56 |
| 2.  | A New Level                  | 3:57 |
| 3.  | Walk                         | 5:15 |
| 4.  | Fucking Hostile              | 2:48 |
| 5.  | This Love                    | 6:32 |
| 6.  | Rise                         | 4:36 |
| 7.  | No Good (Attack the Radical) | 4:48 |
| 8.  | Live in a Hole               | 5:01 |
| 9.  | Regular People (Conceit)     | 5:27 |
| 10. | By Demons Be Driven          | 4:40 |
| 11. | Hollow                       | 5:49 |